# Kupfer (Unternehmen)
Die Kupfer Holding AG ist die Holding des deutschen Fleisch- und Wurstwarenherstellers Kupfer. Alle Aktien befinden sich im Familienbesitz. Der Unternehmenssitz ist Heilsbronn in Mittelfranken. Das Familienunternehmen wird in vierter Generation von Johannes und Maximilian Kupfer geführt. Das Unternehmen produziert neben tierischen Wurstartikeln auch pflanzliche Fleischalternativen. Die vier Standorte befinden sich in Heilsbronn, Nürnberg (Vegan, Bratwurst) und in Günthersleben. Kupfer vertreibt seine Produkte in 26 Ländern, Schwerpunkt ist der deutsche Lebensmitteleinzelhandel und Discounter. Gleichzeitig wird auch in die USA, Japan und EU exportiert.

## Geschichte
Die Hans Kupfer & Sohn GmbH & Co KG wurde im Jahr 1906 von Hans Kupfer gegründet. Im Laufe der Jahre hat sich das Unternehmen von einer Metzgerei zu einem industriellen Hersteller von Wurstwaren entwickelt.

## Produkte
Den Schwerpunkt des Angebots bilden bayerische, fränkische und Thüringer Spezialitäten. Im Hauptsitz Heilsbronn werden Aufschnittartikel, Schinkenartikel und Salami hergestellt, im Werk Nürnberg die geschützte Herkunftsbezeichnung Nürnberger Rostbratwurst und in Günthersleben die geschützte Herkunftsbezeichnung Thüringer Rostbratwurst, Thüringer Rotwurst sowie Thüringer Leberwurst.

## Konzernstruktur
Die Kupfer Holding AG unterhält folgende Tochterunternehmen (Stand: 31. Dezember 2020):
- Hans Kupfer & Sohn GmbH & Co. KG, Heilsbronn (98,33 %)
- Gebrüder Kupfer GmbH & Co. KG, Nürnberg (100 %)
- Ilmenauer Wurstwaren GmbH & Co. KG, Günthersleben-Wechmar (100 %)
- FL Fränkische Landwurst GmbH, Heilsbronn (100 %)
- Klosterwald Wurstwaren Vertriebs GmbH, Heilsbronn (100 %)
- TL – Thüringer Landwurst GmbH, Günthersleben (100 %)
- Kupfer-Verwaltungs-GmbH, Heilsbronn (100 %)
- Gebrüder Kupfer Beteiligungs GmbH, Heilsbronn (100 %)
- Ilmenauer Wurstwaren Beteiligungsgesellschaft mbH, Heilsbronn (100 %)
- Kupfer Innovative Food Beteiligungs GmbH, Heilsbronn (100 %)
- Kupfer Innovative Food GmbH & Co. KG, Heilsbronn (100 %)

## Wurstkartell
Das Wurstkartell war ein Kartell von 21 führenden Wurstherstellern in Deutschland. Es bestand von 2003 bis 2014. Das Bundeskartellamt verhängte eine Gesamtstrafe von 338,5 Mio. Euro gegen 21 Unternehmen und 33 Führungskräfte. Eines der beteiligten Unternehmen war Kupfer.